# Blakea amabilis
Blakea amabilis är en tvåhjärtbladig växtart som först beskrevs av Jean Jules Linden, och fick sitt nu gällande namn av Célestin Alfred Cogniaux. Blakea amabilis ingår i släktet Blakea och familjen Melastomataceae. Inga underarter finns listade i Catalogue of Life.